# Provincia de Nord-Est, Kenya
Provincia de Nord Est este una dintre cele 9 unități administrativ-teritoriale de gradul I ale Kenyei. Reședința sa este localitatea Garissa.